# Four Seasons (bài hát)
"Four Seasons" là một bài hát được thu âm bởi ca sĩ Hàn Quốc Taeyeon nằm trong album phòng thu thứ hai của cô mang tên Purpose. Được viết lời bởi Kenzie, cũng là người đã đồng sản xuất ca khúc cùng với Afshin Salmani, Andrew Allen và Josh Cumbee, đây là một bản ballad mang âm hưởng reggae được SM Entertainment phát hành trực tuyến dưới dạng 1 single kỹ thuật số vào ngày 24 tháng 3 năm 2019, kèm với một MV được phát hành trước đó 2 ngày.. Bài hát này và bài hát mặt B "Blue" sau đó được chọn vào album phòng thu hai của Taeyeon Purpose được phát hành vào ngày 28 tháng 10 năm 2019.

## Bối cảnh và phát hành
Tháng 3 năm 2019, SM Entertainment công bố việc Taeyeon sẽ phát hành 1 single kỹ thuật số với tựa đề "Four Seasons" kèm với bài hát mặt B "Blue". Bài hát được mô tả là một bản ballad với âm hưởng tập trung vào tiếng acoustic guitars. Lời bài hát so sánh ẩn dụ những thăng trầm trong tình yêu với sự thay đổi của bốn mùa. Video âm nhạc đi theo chủ đề đó, tạo ra những hình ảnh đầy nghệ thuật và giàu tính đương đại lồng ghép hình ảnh của từng mùa phù hợp với giai điệu cũng như chủ đề của bài hát.

## Quảng bá
Taeyeon biểu diễn "Four Seasons" lần đầu tiên tại concert "’s…one" của cô vào ngày 23 và 24 tháng 3 năm 2019. Sau đó cô còn biểu diễn bài hát trong chuyến lưu diễn đầu tiên tại Nhật Bản mang tên "Signal" của mình, show diễn mở màn bắt đầu từ ngày 13 tháng 4 tại Fukuoka.

## Sự đón nhận
Sau khi ra mắt vài tiếng đồng hồ "Four Seasons" đã đứng đầu tất cả các bảng xếp hạng nhạc số tại Hàn Quốc, bao gồm cả Melon-trang nhạc số lớn nhất Hàn Quốc. Bài hát đạt vị trí thứ nhất trên bảng xếp hạng đĩa đơn hàng tuần của Gaon vào 2 tuần liên tiếp (tuần 13 và tuần 14), trở thành đĩa đơn bán chạy nhất tháng 3 năm 2019 của Gaon.  Bài hát đã giành chiến thắng 2 lần trên chương trình âm nhạc Show! Music Core và Inkigayo lần lượt vào ngày 6 tháng 4 và 7 tháng 4 năm 2019. Bài hát đồng thời đứng đầu trên Billboard K-pop Hot 100 trong 2 tuần liên tiếp  và hạ cánh tại vị trí số 6 trên Billboard World Digital Songs. Bài hát giành chiến thắng giải Best Vocal Performance - Solo (Màn trình diễn vocal solo xuất sắc nhất) tại lễ trao giải Mnet Asian Music Awards lần thứ 21, giải Digital Bonsang tại lễ trao giải Golden Disk Awards lần thứ 34 và giải Bài hát ballad xuất sắc nhất tại lễ trao giải Melon Music Awards lần thứ 11. Đồng thời, bài hát giành chiến thắng giải thưởng quan trọng Digital Daesang tại lễ trao giải Seoul Music Awards lần thứ 29, giúp Taeyeon trở thành nghệ sĩ solo thứ 3 sau BoA và Lee Hyori nhận được giải thưởng danh giá này.
Không chỉ dừng lại ở đó, bài hát mặt B "Blue" còn thống trị bảng xếp hạng iTunes Top Songs của 11 quốc gia và vùng lãnh thổ bao gồm: Việt Nam, Các tiểu Vương quốc Ả rập Thống nhất, Singapore, Thái Lan, Campuchia, Malaysia, Philippines, Đài Loan, Hồng Kông, Ma Cao, và Ả Rập Saudi.

## Danh sách bài hát
| Digital download | Digital download | Digital download                 | Digital download                                                                        | Digital download                                   | Digital download |
| STT              | Nhan đề          | Phổ lời                          | Phổ nhạc                                                                                | Arrangement                                        | Thời lượng       |
| ---------------- | ---------------- | -------------------------------- | --------------------------------------------------------------------------------------- | -------------------------------------------------- | ---------------- |
| 1.               | "Blue"           | Hyun Ji Won JQ (makeumine works) | Alex Mood Mariella "Bambi" Garcia Balandina Oskar Salhin Mimmi Gyltman Rassmus Björnson | Mariella "Bambi" Garcia Balandina Rassmus Björnson | 3:32             |
| 2.               | "Four Seasons"   | Kenzie                           | Kenzie Josh Cumbee Afshin Salmani Andrew Allen                                          | Kenzie NONFICTION (AFSHeeN, Josh Cumbee)           | 3:08             |
| Tổng thời lượng: | Tổng thời lượng: | Tổng thời lượng:                 | Tổng thời lượng:                                                                        | Tổng thời lượng:                                   | 6:40             |

## Bảng xếp hạng
| Bảng xếp hạng                      | Thứ hạng cao nhất |
| ---------------------------------- | ----------------- |
| Đĩa đơn Hàn Quốc (Gaon)            | 1                 |
| K-Pop Hot 100 Hàn Quốc (Billboard) | 1                 |
| World Digital Songs Mỹ (Billboard) | 6                 |

| BXH (2019)      | Position |
| --------------- | -------- |
| Hàn Quốc (Gaon) | 9        |

## Chứng nhận và doanh số
| Quốc gia                                                                                 | Chứng nhận  | Số đơn vị/doanh số chứng nhận |
| Download                                                                                 | Download    | Download                      |
| ---------------------------------------------------------------------------------------- | ----------- | ----------------------------- |
| Hàn Quốc (KMCA)                                                                          | Platinum    | 2.500.000*                    |
| Streaming                                                                                |             |                               |
| Hàn Quốc (KMCA)                                                                          | 2× Platinum | 200.000.000                   |
| * Chứng nhận dựa theo doanh số tiêu thụ. · Chứng nhận dựa theo doanh số phát trực tuyến. |             |                               |

## Giải thưởng và đề cử
| Năm  | Giải                               | Hạng mục                                | Kết quả   |
| ---- | ---------------------------------- | --------------------------------------- | --------- |
| 2019 | Melon Music Awards lần thứ 11      | Bài hát Ballad xuất sắc nhất            | Đoạt giải |
| 2019 | Melon Music Awards lần thứ 11      | Ca khúc của năm                         | Đề cử     |
| 2019 | Mnet Asian Music Awards lần thứ 21 | Màn trình diễn vocal solo xuất sắc nhất | Đoạt giải |
| 2019 | Mnet Asian Music Awards lần thứ 21 | Ca khúc của năm                         | Đề cử     |
| 2020 | Gaon Chart Music Awards lần thứ 9  | Ca khúc của năm – Tháng 3               | Đoạt giải |
| 2020 | Golden Disc Awards lần thứ 34      | Digital Daesang                         | Đề cử     |
| 2020 | Golden Disc Awards lần thứ 34      | Digital Bonsang                         | Đoạt giải |
| 2020 | Seoul Music Awards lần thứ 29      | Digital Daesang                         | Đoạt giải |

### Giải thưởng trên các chương trình âm nhạc hàng tuần
"Four Seasons" giành 2 giải thưởng, mỗi giải ở hai chương trình âm nhạc hàng tuần lớn nhất Hàn Quốc – Show! Music Core và Inkigayo.
| Chương trình           | Ngày               | Ref.   |
| ---------------------- | ------------------ | ------ |
| Show! Music Core (MBC) | 6 tháng 4 năm 2019 | [ 16 ] |
| Inkigayo (SBS)         | 7 tháng 4 năm 2019 | [ 17 ] |

| Giải thưởng             | Ngày               | Ref.   |
| ----------------------- | ------------------ | ------ |
| Weekly Popularity Award | 1 tháng 4 năm 2019 | [ 18 ] |
| Weekly Popularity Award | 8 tháng 4 năm 2019 | [ 18 ] |

## Lịch sử phát hành
| Khu vực       | Ngày                | Định dạng                   | Hãng đĩa                 |
| ------------- | ------------------- | --------------------------- | ------------------------ |
| Toàn thế giới | 24 tháng 3 năm 2019 | Digital download, streaming | SM Entertainment Dreamus |